# سایلنت هیل: رگبار
سایلنت هیل: رگبار (به انگلیسی: Silent Hill: Downpour) یک بازی ویدئویی در سبک ترس و بقا و هشتمین قسمت از مجموعه بازی‌های سایلنت هیل است که توسط واترا گیمز ساخته شده و به‌وسیلهٔ کونامی در مارس ۲۰۱۲ برای کنسول‌های ایکس‌باکس ۳۶۰ و پلی‌استیشن ۳ منتشر شده است. این بازی همانند دیگر عناوین این سری در شهر خیالی سایلنت هیل جریان دارد. بازی در این نسخه روی یک زندانی به نام مورفی پندلتون متمرکز می‌شود که وارد شهر سایلنت هیل می‌شود و در بخش‌های از بازی نیز به دنیای ماوراءالطبیعه وارد می‌شود و خاطرات شخصی سرکوب شده را باز می‌کند. بازی از دوربین سوم شخص استفاده می‌کند و امکان تجربه بازی در محیط سه بعدی نیز وجود دارد.
بازی «سایلنت هیل:رگبار» نقدهای متفاوتی را از سوی منتقدین بازی دریافت کرد. بعضی منتقدین بازی را به خاطر اتمسفر، داستان و بازگشت بازی به ریشه‌های سبک ترس و بقا و جستجو محیط در بازی تحسین کردند. به خصوص بعد از بازی سایلنت هیل: بازگشت به خانه که یک بازی دارای اکشن‌های سنگین با پیشبرد خطی بود. این اقدام بازگشت سری سایلنت بسیار امیدوار کننده دیده شد. بازی اما در نقطه مقابل نقدهای مثبت نقدهای منفی نیز دریافت کرد. منتقدین به طراحی هیولاهای بازی، مبارزات و تکنیک‌های اجرایی بازی ایراد وارد کردند. یک بسته الحاقی از زمان انتشار بازی منتشر شد که توانست بسیاری از مشکلات فنی بازی را برطرف کند.

## گیم پلی
سایلنت هیل:رگبار یک بازی ویدئویی در سبک ترس و بقا است که دارای دوربین کنار شانه با نمای سوم شخص است و بازیکن کنترل شخصی به نام مورفی پندلتون، یک زندانی محکوم را دارد که در حال جستجو در شهر ماورا الطبیعی و غیرعادی سایلنت هیل است. زمانی که صحبت از فضای محیط بازی برای بررسی جهان باز بودن بازی به میان می‌آید «سایلنت خیلی:رگبار» نسبت به نسخه‌های قبلی بازی جستجوی در محیط بازی بیشتری دارد و حس جهان باز بودن آن بیشتر نسبت به دیگر نسخه‌ها حس می‌شود. زمانی که مورفی به تنهایی در شهر به جستجو می‌پردازد می‌تواند از متروهای متروکه برای میان بر زدن در شهر استفاده کند.در همین حال بازیکن نیاز دارد که با محیط بازی برای پیشرفت کردن در بازی تعامل کند. برای مثال باید در برخی مواقع با قلاب آتش را که زبانه می‌کشد خاموش کند یا در مکانی دیگر مسدودیت درها را با شکستن از بین ببرد. پیشینه داستان بازی را بازیکن می‌تواند از نوشته‌های درون بازی و فلش بک‌های بازی آگاه شود. پیام‌های مخفی بازی فقط با استفاده از چراغ قوه دارای پرتو ایکس قابل دیدن هستند. درحالی که سرنخ‌ها و مجلات در دفتر وقایع مورفی ذخیره می‌شوند تا به صورت آزاد به آن دسترسی پیدا کند. بازیکن می‌تواند در طول بازی شخصیت «مورفی پندلتون» را با گزینه‌های اخلاقی که در طول بازی انتخاب می‌شود شکل بدهد؛ یعنی اینکه می‌تواند در موقعیت‌ها واکنش نشان دهد یا بی‌تفاوت از کنار آن مثلاً در نجات یک کاراکتر غیرقابل کنترل در بازی که در طول بازی دیده می‌شود رد شود.
در طول بازی، «مورفی» ممکن است بارها با هیولاهای بازی روبه رو شوند که گاهی تنها و گاهی دسته جمعی وجود دارند، و ممکن است هیولاها با آسیب زدن به او باعث کاهش سلامتی «مورفی» بشود. با کاهش سلامتی «مورفی» در بازی پیراهن او خونین و پاره می‌شود تا بازتاب آسیب وارد شده به مورفی باشد. مورفی تعداد زیادی اشیا متنوع را برای نبرد می‌تواند در دست بگیرد، از جمله صندلی، بطری، بیل، تبر را می‌تواند بردارد و برای مبارزه از آن‌ها استفاده کند که البته بعد از مدتی که با آنها به دشمنان ضربه بزنید آن‌ها به تدریج تخریب می‌شوند که در نهایت باعث شکسته شدن آن‌ها می‌شود.وجود سلاح گرم و مهمات در بازی بسیار محدود است و هدف‌گیری با اسلحه‌ها در بازی کمی سخت است. مورفی با مشت‌های خود نیز می‌تواند مبارزه کند اما مشت زدن مانع از حمله با گارد بسته می‌شود و احتمال آسیب رسانی هیولاها بیشتر می‌شود. در بازی پلیس‌های شبح واری هستند که در حال گشت زدن در شهر سایلنت خیلی هستند و اگر کسی از آنها مورفین را ببینید گروهی از هیولاها ظاهر و به «مورفی» حمله می‌کنند. یکی از نکات برجسته بازی سیستم آب و هوا بازی است که دارای مه و شدت‌های مختلف باران است. در درجه باران بسیار شدید هیولاها مکرراً در بازی ظاهر می‌شوند و خشونت آن‌ها با «مورفی» نیز نسبت به حالت عادی بیشتر است.

## داستان
داستان بازی در رابطه با یک زندانی به نام مورفی پندلتون است. هنگام انتقال او به زندانی دیگر، ماشین ناگهان تصادف کرده و او فرار می‌کند. در این هنگام به شهر سایلنت هیل می‌رسد.